# Királydinnye
A királydinnye (latin nevén Tribulus terrestris) a királydinnyefélék (Zygophyllaceae) családjába tartozó, egynyári, kétszikű növény. Gyógynövény és gyomnövény is egyben. A feltételezett sportteljesítmény-fokozó és tesztoszteronszint növelő hatása miatt a terméséből készült kivonatok táplálékkiegészítőként történő használata sportolók és testépítők körében az 1980-as évek elejétől kezdődően terjedt el a nyugati országokban. Annak ellenére, hogy a tesztoszteronnövelő hatást a kutatások (embereken végzett kísérletek során) nem igazolták, és néhány szakértő szerint a királydinnye közvetlenül a tesztoszteronszint növelése által nem képes növelni a sportteljesítményt, ezzel szemben más kutatók szerint létezik néhány kutatási eredmény, amely arra utal, hogy a királydinnye kivonatai (valamilyen más, jelenleg  ismeretlen hatásmechanizmus következtében) hasznosak lehetnek a versenysportokban résztvevő sportolók esetében a felkészülés során.
Főként az északi féltekén fordul elő, a száraz meleg klíma és a homokos talaj kedvelője, Magyarországon főként az Alföld egyes részein tekinthető gyakorinak. Szőlősökben és kapás kultúrákban gyakran gyomosít, ilyen esetekben tarlóhántással, kapálással, valamint a talaj megkötésével (humusztartalmának növelésével) lehet védekezni ellene.

## Megjelenése

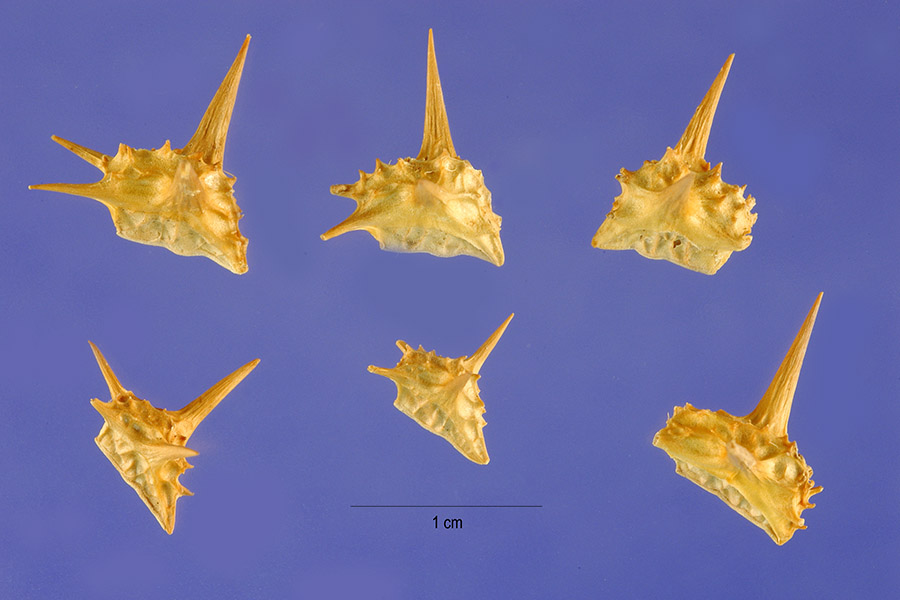
A termés alakjából adódóan legalább egy tüske mindig felfelé áll.

A növény hosszú, hengeres gyökerű, tövétől elágazó, elfekvő szárú, átellenes levélállású, apró sárga virágait a levelek tövében hozza. Termése toktermés, amely öt részterméskére esik szét, ezek mindegyike négy tüskét visel. A tüskék főként a szaporodást szolgálják, hiszen a legelésző állatok szőre közé akadva messze eljuttathatják a növény magjait, egyúttal azonban gyakran megkeserítik a túrázók, kerékpárosok, háziállatot sétáltatók életét is.

## Felhasználása

### Népgyógyászati
A királydinnye a magyarországi népi gyógyászatban szórványosan alkalmazott gyógynövényként ismert, a nemzetközi népgyógyászati felhasználása széleskörűbb; termését az indiai, a közel-keleti és az ősi kínai népi gyógyászatban évszázadok óta használják többek között májbántalmak, kötőhártya-gyulladás és fejfájás ellen, a libidó fokozására és a termékenység elősegítésére, természetes afrodiziákumként, de állítólag kedvező hatást fejt ki a szív- és érrendszerre is, a koleszterinszint csökkentésével. Jótékony hatásai feltehetőleg a benne fellehető zsíros olajok, szaponinok valamint a flavonoidok hatásaira vezethető vissza.

### Ételként
Leveleit és hajtásait Észak-Ázsiában ételként fogyasztják. A szárakból olyan étel-adalékanyagokat is készítettek, amit sűrítőanyagként használtak.

## Kutatási eredmények
A királydinnye-kivonatokról azt feltételezik, hogy növeli a nemi vágyat. További kutatási eredmények szerint a királydinnye férfiak esetében képes csökkenteni az erekciós rendellenességeket.
Egy 2017-ben publikált, randomizált, duplán vakon értékelt, placebo-kontrollált klinikai próba során 180 férfi részvételével vizsgálták a királydinnye biztonságosságát, mellékhatásprofilját és hatásosságát a merevedési zavar esetén. A kutatók eredményei szerint a királydinnye a placebóhoz képest statisztikailag jelentős mértékű javulást eredményezett a merevedési zavarok esetében, továbbá a kutatók a mellékhatások tekintetében biztonságosnak (súlyos mellékhatásoktól mentesnek) és jól, illetve közepesen jól tolerálhatónak találták a Királydinnyét.
2018-ban Vale, Zanolla és munkatársaik a királydinnye hatását vizsgálták 40 nő esetében, akik premenopauza szakaszába értek. A randomizált, placebo-kontrollált, duplán vakon értékelt vizsgálat során az eredményeket matematikai számításokkal elemezték. A számítások statisztikailag jelentős különbséget mutattak ki a tünetek javulásában azon nők körében, akiket királydinnyével kezeltek, azokhoz képest, akik a kísérlet során placebót kaptak. Továbbá megállapították, hogy eredményeik alapján a királydinnye alkalmazása biztonságosnak bizonyult.           

A széles körben elterjedt nézetet, miszerint a királydinnye emeli a tesztoszteronszintet, a kutatások emberek esetében nem igazolták. Igaz, patkánykísérletek során mértek kimutatható tesztoszteronszint-emelkedést, de az embereken végzett kísérletek során a kutatók másmilyen eredményeket kaptak. Például egy kislétszámú, 2005-ben publikált kísérlet során, amelyben csak 20 és 36 év közötti fiatal férfiak vettek részt, nem tudtak kimutatni hormonszint-növekedést. Egy másik, 2016-ban végzett randomizált kísérlet során, amelyben 30 férfi vett részt, azt vizsgálták, hogy 750 mg királydinnye milyen hatással van a kísérletben résztvevők tesztoszteronszintjére és a sperma minőségére. A kísérletben résztvevők három dózisra bontva, három hónapon át szedték a királydinnyét, majd rendszeresen mérték a tesztoszteronszintjüket. Az eredmények szerint vérükben nem volt kimutatható semmilyen (statisztikailag jelentős mértékű) tesztoszteronszint-emelkedés.
Santos, Howell és munkatársai 2019-ben metaanalízist végezve kerestek információkat a 2002 és 2018 között megjelent kutatási anyagokról írt szakcikkekben. Eredményeik szerint a kutatások arról tanúskodnak, hogy a királydinnye se önmagában adagolva, se kombinálva, még a szintén kedvelt vágyfokozónak tartott Lepidium meyenii (maca) növény hatóanyagaival együtt alkalmazva sem képes növelni a tesztoszteronszintet.
Más tanulmányok szerint a királydinnye javíthatja a spermaminőséget, ami jobb termékenységet eredményez. Egy 65 férfiből álló vizsgálat kimutatta, hogy a tribulus alkalmazásával javult a spermák mennyisége és mozgékonysága.[forrás?]
Korábban elterjedt nézet volt az is, hogy a királydinnye pozitívan befolyásolja a sportteljesítményt, vagy edzés mellett használata kedvező hatást gyakorolhat a testalkatra, így sportolók körében is népszerűvé vált a használata. Mivel a sportteljesítmény fokozó hatás elmélete a feltételezett tesztoszteronszint-növelő hatáson alapult, amit a kutatások idővel cáfoltak, ennek hatására még olyan sportszakmai intézet is akadt, nevezetesen az Ausztrál Sport Intézet, aminek szakértői a továbbiakban már nem javasolják a királydinnye sportteljesítmény-fokozóként történő használatát sportolóik számára. Ugyanakkor bizonyos kutatások, úgy tűnik, alátámasztani látszanak a királydinnye sportteljesítmény-fokozó hatására vonatkozó állításokat, még akkor is, ha csak állatkísérletekről van szó, és a jótékony hatást nem a tesztoszteronszint-növelő hatással hozzák összefüggésbe. Például Yin, Wang és munkatársainak kutatása során (melynek eredményeit 2016-ban publikálták) mozgás-túlterheléses patkánykísérletekben azok a patkányok, amelyeket királydinnyéből kivont szaponinokkal etettek, jobban teljesítettek, és hosszabb ideig tartott, míg a mozgásterhelés hatására kifáradtak. (Azoknak a patkányoknak a terheléses eredményeihez viszonyítva, amelyek a kísérlet során nem kaptak királydinnye-szaponinokat.)
Egy 2014-es kutatás során a növény bizonyos vegyületeinek (cinnamic amidok) egy olyan anyagára, nevezetesen a Papain-like protease (PLpro) gyakorolt gátló hatására figyeltek fel a Sars-COV1 vírus kapcsán, amely anyag a vírus terjedőképességében fontos szerepet játszik.

## Ajánlott dózis, mellékhatások, kockázatok
Az évszázadokon keresztül felhalmozódó nemzetközi népgyógyászati használatra vonatkozó tapasztalatok mellett a tudományos kutatások és klinikai próbák által feltárt eredmények legtöbbje is arról tanúskodik, hogy a királydinnye használata biztonságos. A használata során tapasztalható mellékhatások jellemzően enyhék és használat során ritkán jelentkeznek. A kísérletekben használt biztonságos és egyben hatásos dózis a napi 250 mg és 1400 mg között mozog. A ritkán jelentkező mellékhatások között olyan enyhe mellékhatások szerepelnek, mint a gyomorfájdalom, a hasmenés vagy a reflux.

## A királydinnye az irodalomban
- A növény alighanem legismertebb irodalmi említése Móra Ferenc Sétálni megy Panka című versében található: "Sétálni megy Panka a búzamezőbe, // Pillangós papucsba, hófehér kötőbe. [...] Kakukkfű az útját jó szagoddal hintsd be, // Bújj el lába elül, szúrós királydinnye!" [17]
- Petőfi Sándor Az Alföld című versében is felbukkan a növény neve: "A csárdánál törpe nyárfaerdő // Sárgul a királydinnyés homokban; // Odafészkel a visító vércse, // Gyermekektől nem háborgatottan."